# 1735
Cette page concerne l'année 1735  du calendrier grégorien.
L'année 1735 est une année commune qui commence un samedi.

## Événements
- 21 mars (10 mars du calendrier julien) : traité de Gandja entre la Perse et la Russie contre les Ottomans. Le régent de Perse Nadir Afshar récupère les provinces que les Russes ont acquises en 1723 mais ne les occupent pas[1].
- 13 avril : début du règne de Sakuramachi, empereur du Japon (fin en 1747)[2].
- 19 avril : une expédition franco-amérindienne, sous Noyelles, assaille les Renards et les Sauks dans leur fort de la rivière des Moines (Iowa)[3]. Après quelques escarmouches, un traité est conclu.
- 12 juillet : Bertrand-François Mahé de La Bourdonnais devient le premier gouverneur général des îles Bourbon et de France, actuelles îles de La Réunion et Maurice[4].
- 4 septembre : le bey de Tunis Hussein Ier Bey est battu et déposé à la bataille de Smindja par son petit-neveu Ali Bey avec l'aide du dey d'Alger ; il se réfugie à Kairouan où il résiste jusqu'en 1740[5].
- 7 septembre : Ali Ier Pacha entre dans Tunis[5]. Il combat les puissances européennes, puis se montre conciliant à la fin de son règne (fin en 1756).

- 18 septembre : Pierre-Benoît Dumas, gouverneur de La Réunion depuis 1727, prend son nouveau poste de gouverneur de la Compagnie française des Indes orientales (fin en 1741)[6]. Il mène une politique d’alliance avec les potentats locaux libérés de la contrainte étatique du Grand Moghol et forme une armée indigène, les Cipayes. En 1740, il sauve les filles et la veuve de Dost Ali, nabab du Carnatic, un prince menacé par les Marathes. L’empereur moghol Muhammad Shâh lui conférera le titre de nabab[7].

- 18 octobre : début du règne de Qianlong (ou Hongli) empereur de Chine de la dynastie Qing (fin le 9 février 1796)[8]. Il mène une politique de conquête de terres extérieures pour les peupler de colons chinois.

### Europe
- 30 janvier : déclaration d'indépendance de la Corse à Corte. Première Constitution corse[9].
- 14 février : début des réunions en Espagne de la Real Academia de la Historia (confirmée par décret royal le 18 avril 1738[10].
- 5 mars : le ministre Alberoni devient légat de Romagne à Ravenne[11]. Il administre Bologne pour le pape (fin en 1743).

- 20 juin, Russie (9 juin du calendrier julien) : les décrets que prend le Cabinet des ministres en l’absence de l’impératrice Anna Ivanovna ont force de loi[12].

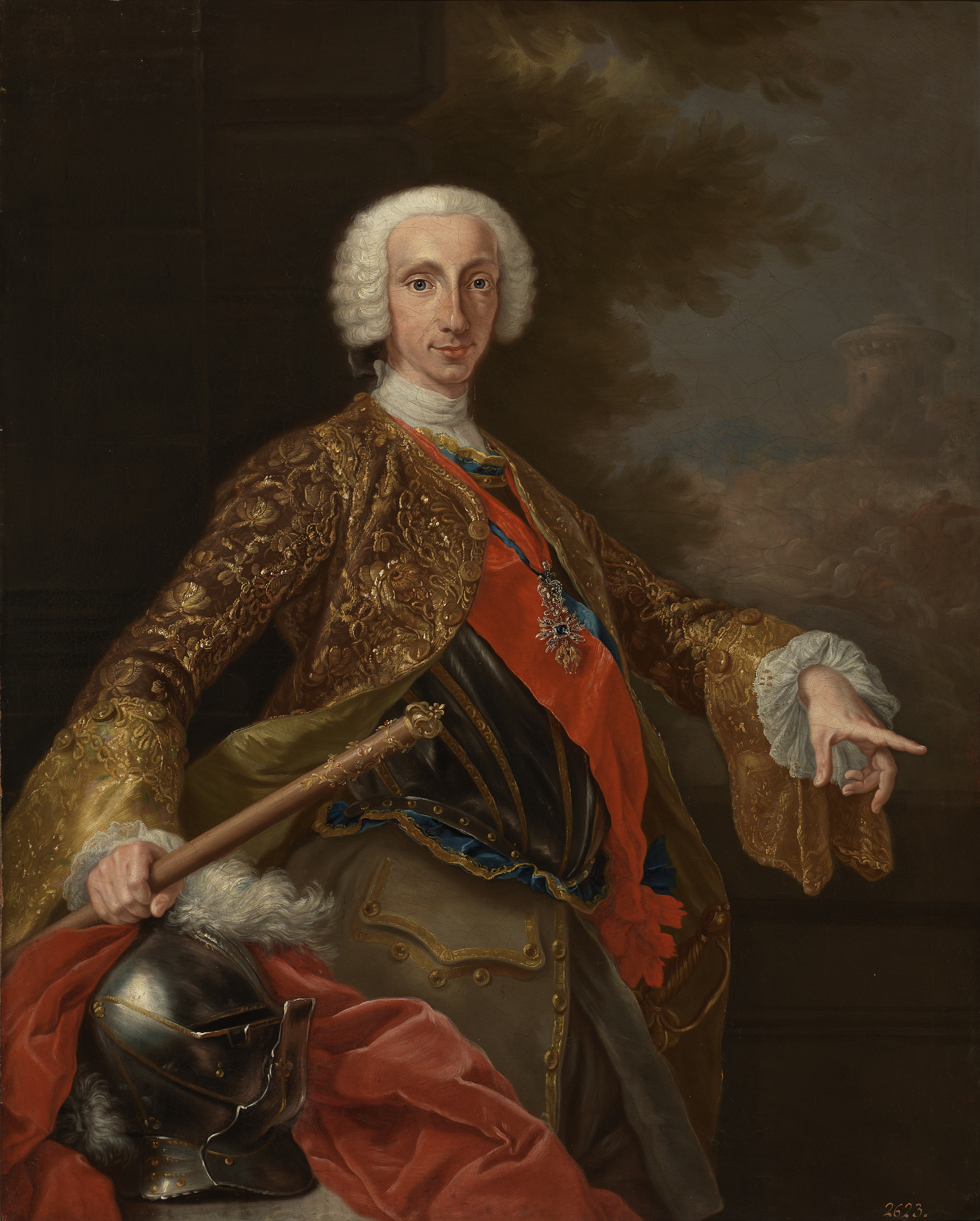
3 juillet : l'infant Charles, roi de Naples et de Sicile

- 3 juillet : l'infant don Carlos est couronné roi des Deux-Siciles à Palerme[13]. Le royaume est cédé par l’empereur Charles VI à Charles V de Bourbon-Espagne, qui le réorganise en despote éclairé avec son ministre Tanucci (fin de règne en 1759).

- 22 septembre : le Premier ministre britannique sir Robert Walpole aménage au 10 Downing Street[14].

- 3 octobre : signature des préliminaires de Vienne[15]. Négociation du ministre français Fleury pour résoudre la succession de Pologne. La France garantit la Pragmatique Sanction[16]. Les Habsbourg obtiennent Parme (fin en 1748).

## Naissances en 1735
- 1er janvier : Paul Revere, orfèvre et patriote de la révolution américaine († 10 mai 1818).
- 15 février : Jean-Baptiste de Grateloup, graveur français († 18 février 1817).
- 13 avril : Ludwig Albrecht Gebhardi, historien allemand († 26 octobre 1802).
- 3 mai : Caspar Wolf, peintre suisse († 6 octobre 1783).
- 23 mai : Charles-Joseph de Ligne, 7e prince de Ligne, prince d’Ambise et prince du Saint-Empire, Grand d'Espagne († 13 décembre 1814).
- 16 juin : Nicolas-Bernard Lépicié, peintre français († 15 septembre 1784).
- 28 juin : Jean-Pierre Houël, graveur, dessinateur et peintre français († 14 novembre 1813).

- 8 juillet : Domenico Agostino Vandelli, naturaliste italien († 27 juin 1816).
- 10 juillet : Ulrika Pasch, peintre suédoise († 2 avril 1796).
- 12 juillet : Étienne de La Vallée-Poussin, peintre d’histoire et décorateur français († 18 novembre 1802).

- 9 octobre : Charles-Guillaume-Ferdinand de Brunswick, militaire allemand († 10 novembre 1806).
- 30 octobre : John Adams, deuxième président des États-Unis († 4 juillet 1826).

- 5 novembre : Léonard Defrance, peintre liégeois († 1805).

- 4 décembre : Josephus Nicolaus Laurenti, médecin et naturaliste autrichien († 17 février 1805).

- Date précise inconnue :
  - Juan Agustín Morfi, missionnaire franciscain espagnol envoyé en Nouvelle-Espagne (Mexique), historien et chroniqueur († 20 octobre 1783).
  - Dmitri Levitski, peintre russe  († avril 1822).

- Vers 1735 :
  - Gabriele Leone, mandoliniste virtuose et compositeur italien d’œuvres  pour mandoline ou pour violon († vers 1790).
  - William Moore, homme d'État américain († 24 juillet 1793).

## Décès en 1735
- 5 janvier : Carlo Ruzzini, diplomate italien et doge de Venise (° 11 novembre 1653).
- 12 janvier : John Eccles, compositeur anglais (° 1668).

- 4 mars : Antonio Beduzzi, peintre, scénographe et architecte baroque italien (° 1675).
- 11 mars : Claude Judde, prêtre jésuite français (° 19 décembre 1661)

- 22 juin : Pirro Albergati, compositeur baroque italien (° 20 septembre 1663).

- 1er juillet : Jean Ranc, peintre français (° 28 janvier 1674).
- 15 juillet : Robert de Cotte, architecte français qui contribua à diffuser la typologie du palais classique (° 1656).
- 16 juillet :  Lorenzo del Moro, peintre italien (° 16 décembre 1677).
- 29 juillet : Sophie-Louise de Mecklembourg-Schwerin, reine douairière en Prusse (° 16 mai 1685).

- 27 septembre : Peter Artedi, naturaliste suédois (° 10 mars 1705).
- 29 septembre : Antonio Dardani, peintre baroque italien (° 1677).

- 11 décembre : Antoine Rivalz, peintre français (° 12 mars 1667).